# BSG Stahl Ilsenburg
Die Betriebssportgemeinschaft Stahl Ilsenburg, kurz BSG Stahl Ilsenburg war ein Sportverein in der Stadt Ilsenburg.

## Geschichte

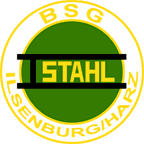
Historisches Logo der BSG Stahl

Die BSG Stahl Ilsenburg wurde 1950 gegründet und steht in der Tradition früherer Ilsenburger Sportvereine. So wurde beispielsweise am 7. Juli 1912 der Verein für Bewegungsspiele (VfB) 1912 e.V. gegründet. Zunächst wurden im Verein Fußball und Schwerathletik ausgeübt. 1920 wurde eine Fläche im Eichholz als Sportplatz eingerichtet. Nach dem Zweiten Weltkrieg wurden die sportlichen Aktivitäten zunächst unter dem Namen Sportgemeinschaft (SG) Ilsenburg bzw. Volkssportgemeinschaft (VSG) Ilsenburg wieder aufgenommen. Die Gründung der BSG Stahl Ilsenburg im Jahr 1950 erfolgte mit den Trägerbetrieben Kupferwerk, Radsatzfabrik und Sperrholzwerk. Die Trägerbetriebe ermöglichten in den 1950er-Jahren den weiteren Ausbau des Sportplatzes am Eichholz, der auch heute noch Spielstätte des Nachfolgervereins FSV Grün-Weiß Ilsenburg ist. Späterer Trägerbetrieb der BSG Stahl Ilsenburg war das Kupfer- und Blechwalzwerk Ilsenburg, welches 1964 an den „VEB Stahl- und Walzwerk Brandenburg“ angegliedert wurde. 1989 wurde die „Walzwerk Ilsenburg GmbH“ gegründet, die nach der Deutschen Wiedervereinigung privatisiert wurde. Die Unterstützung durch den Trägerbetrieb entfiel und die BSG Stahl Ilsenburg wurde aufgelöst. Die Sportarten wurden in verschiedenen Vereinen weitergeführt, wie z. B. im 1992 gegründeten FSV Grün-Weiß Ilsenburg (Fußball) oder im Skiclub Ilsenburg e.V. (Wintersport).

## Sportarten
Als typische Betriebssportgemeinschaft der DDR wurden im Verein mehrere Sportarten ausgeübt. In einigen Sportarten war die BSG Stahl Ilsenburg überregional erfolgreich.

### Fußball
Die Fußballabteilung der BSG Stahl Ilsenburg stand in der Tradition des VfB Ilsenburg. In der Saison 1967/68 gelang erstmalig der Aufstieg in die drittklassige Bezirksliga Magdeburg, die bis zur Saison 1990/91 – mit Ausnahme der Jahre 1981 bis 1984 – durchgehend gehalten werden konnte. Nach der politischen Wende in Deutschland wurde 1992 der Fußballsportverein (FSV) Grün-Weiß Ilsenburg e.V. gegründet.
Der später in der DDR-Oberliga für den 1. FC Union Berlin aktive Klaus Papies begann seine Laufbahn als Fußballspieler 1959 bei der BSG Stahl Ilsenburg. Innerhalb der zentralen Sportvereinigung Stahl wechselte er 1964 zur BSG Stahl Hennigsdorf.

### Eishockey
| Saison  | Liga                   | Ebene | Platzierung (Staffelgröße) |
| ------- | ---------------------- | ----- | -------------------------- |
| 1952/53 | Bezirksliga Magdeburg  | 3     | 1 (?)                      |
| 1953/54 | ?                      | ?     | ?                          |
| 1954/55 | ?                      | ?     | ?                          |
| 1955/56 | Bezirksliga Magdeburg  | 4     | 1 (?)                      |
| 1956/57 | 2. Liga, Staffel 4     | 3     | 4 (5)                      |
| 1957/58 | 2. Liga, Staffel 4     | 3     | 3 (5)                      |
| 1958/59 | 2. Liga, Staffel 4     | 3     | 3 (5)                      |
| 1959/60 | 2. Liga, Staffel 4     | 3     | 1 (5)                      |
| 1960/61 | 2. Liga, Staffel 4     | 3     | 4 (4)                      |
| 1961/62 | 2. Liga, Staffel 2     | 3     | 3 (4)                      |
| 1962/63 | Gruppenliga, Staffel 2 | 3     | 4 (4)                      |

Das Eishockeyteam der BSG Stahl Ilsenburg spielte in den 1950er-Jahren zunächst auf Bezirksebene und nahm in den Jahren 1956 bis 1963 am höherklassigen Eishockey-Spielbetrieb des Deutschen Sportausschusses, Sektion Eis- und Rollhockey, teil. Gespielt wurde in Ilsenburg auf Natureis, zunächst auf dem Ziegelhüttenteich an der Kastanienallee. Später wurde auf den oberhalb des Ziegelhüttensees liegenden Tennisplätzen (heute Einfamilienhäuser) im Winter das Eis bereitet. 
Von 1956 bis 1963 spielte die BSG Stahl Ilsenburg in der drittklassigen 2. Liga (später Gruppenliga). In der Saison 1960/61 hätte die BSG Stahl Ilsenburg als Unterlegener gegen BSG Wismut Annaberg im Abstiegsspiel zur Bezirksliga absteigen sollen, profitierte aber von der in der 1. Liga anstehenden Welle von Team-Auflösungen. Da die dadurch freigewordenen Startplätze mit bisherigen Teams der 2. Liga aufgefüllt wurden, behielt die BSG Stahl ihren Platz in der dritten Spielklasse. Für die Saison 1963/64 war die BSG Stahl Ilsenburg als fünfter Teilnehmer für die Staffel 2 der Gruppenliga vorgesehen, zog das Team jedoch vor Saisonbeginn zurück.

### Wintersport
1948 begannen die Skifreunde mit der Errichtung einer neuen Skihütte im Brockenbett. Diese konnte 1949 eingeweiht werden. Noch im gleichen Jahr kam es zum Aufbau der Sektion Wintersport in der BSG Stahl Ilsenburg. Im Wintersport war die BSG Stahl Ilsenburg insbesondere im Rennrodeln und im Eisschnelllauf auch überregional erfolgreich. Durch die unmittelbare Lage in der Wintersportregion Harz waren die notwendigen naturräumlichen und infrastrukturellen Voraussetzungen für den Wintersport gegeben.
Im Rennrodeln hatte die BSG Stahl Ilsenburg in den 1950er-Jahren mit Walter Feist einen der erfolgreichsten Rennrodler jener Zeit in ihren Reihen. Drei seiner Meistertitel im Männer Einzel (1953, 1954 und 1958) sowie drei Vizemeistertitel (1952, 1955 und 1956) holte er für die BSG Stahl Ilsenburg. Hinzu kamen Titel im Männer Doppel zusammen mit Udo Kasten (1958) sowie im Mixed mit Thea Feist (1953). Weitere Titelträger der BSG Stahl Ilsenburg waren Udo Kasten und Horst-Dieter Eichel (1959) im Männer Doppel und Horst-Dieter Eichel (1960) im Männer Einzel. Besonders erfolgreich war aus Sicht der BSG Stahl Ilsenburg der Männer-Einzel-Wettbewerb im Jahr 1953 in Friedrichroda, als die BSG Stahl mit Walter Feist (1.), Ernst Böttcher (2.) und Hermann Ohlendorf (3.) einen Dreifachsieg einfuhr.
Im Eisschnelllauf war Ilsenburg in den 1960er-Jahren einer der Stützpunkte der DDR. Bei der I. Deutschen Kinder- und Jugendspartakiade der Wintersportarten 1966 in Berlin vertrat die BSG Stahl Ilsenburg den Bezirk Magdeburg im Eisschnelllauf. Unter Trainer Werner Elster, zugleich Lehrer an der Ilsenburger Goethe-Oberschule, konnten die Schüler A über 500 m mit Manfred Lehmann und Wolfgang Sattler einen Doppelerfolg feiern. Die heimische Eislaufbahn wurde damals auf dem Ilsenburger Karpfenteich auf Natureis präpariert. Die Trainingsmöglichkeiten waren sehr stark von der Wetterlage abhängig, in milden Wintern gab es zuweilen nur an 14 Tagen vernünftige Trainingsbedingungen.